# Lagartixa-da-montanha
A lagartixa-da-montanha (Iberolacerta monticola) é uma espécie de lagarto da família Lacertidae.

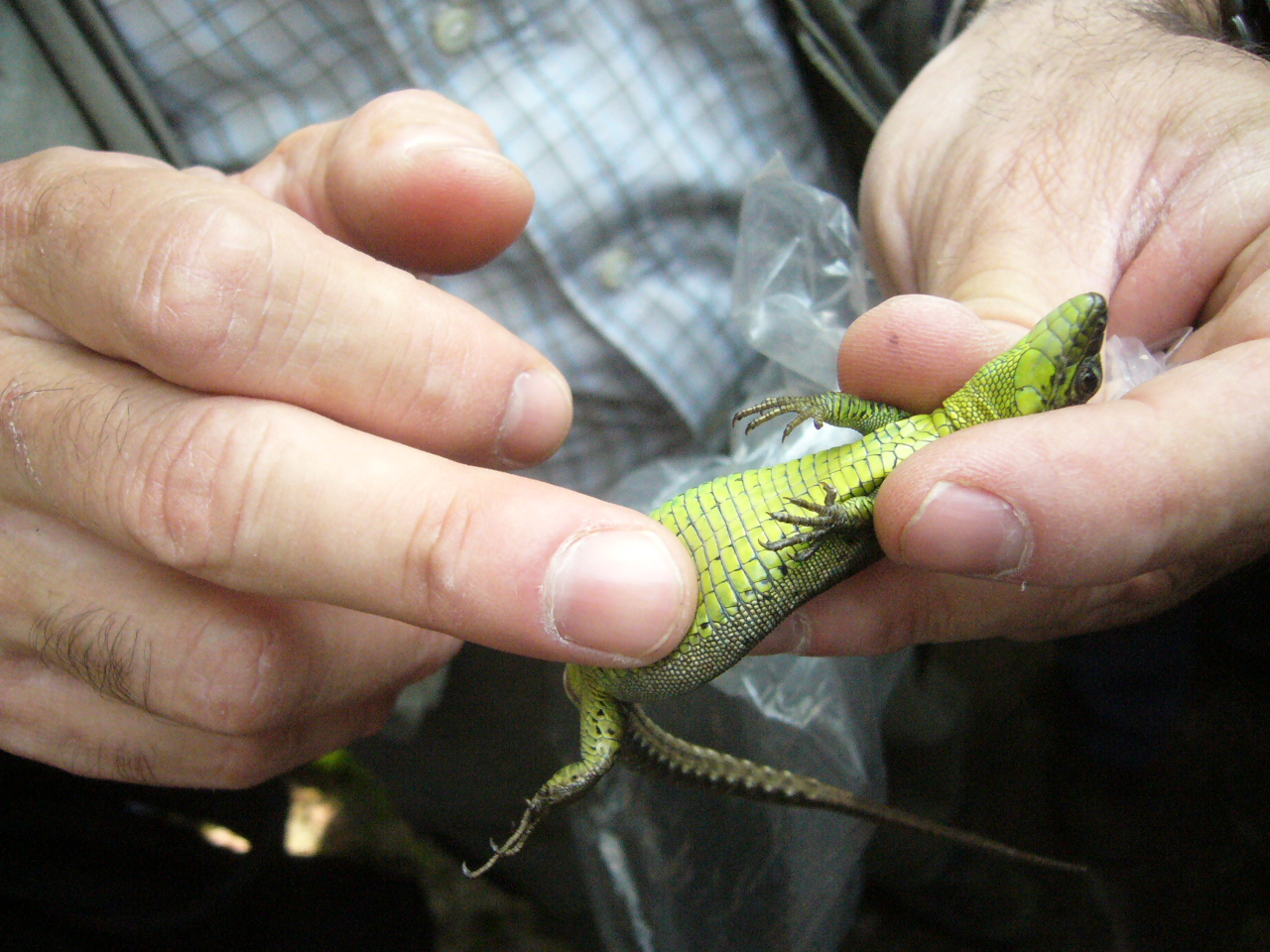
Ventre da lagartixa-da-montanha

É um endemismo ibérico confinado à Cordilheira Cantábrica, Galiza e Serra da Estrela.
Os seus habitats naturais são floresta subtropical, tropical seco ou temperada, rios e zonas rochosas. É uma espécie ameaçada por diminuição de habitat.

## Distribuição em Portugal
Em Portugal, a lagartixa-da-montanha está restrita ao Planalto Central da Serra da Estrela, desde os 1 400 metros de altitude até ao cume do Planalto (1 993 m). Contudo, não está presente em baixas densidades, no sector Este deste Planalto (área envolvente das Penhas da Saúde) e a Norte do Planalto (área envolvente das Penhas Douradas).